# Championnats de France du 5 kilomètres
Les Championnats de France du 5 kilomètres sont organisés tous les ans par la Fédération française d'athlétisme (FFA).
La première édition a lieu en 2022,.

## Palmarès
| Année | Ville                      | Hommes         | Temps       | Femmes         | Temps       |
| ----- | -------------------------- | -------------- | ----------- | -------------- | ----------- |
| 2022  | Albi                       | Louis Gilavert | 14 min 03 s | Mélanie Allier | 16 min 34 s |
| 2023  | Saint-Omer (Pas-de-Calais) | Alexis Miellet | 13 min 50 s | Manon Trapp    | 15 min 47 s |

 Record de l'épreuve